# Denis Ten
Denis Yuryevich Ten (em cazaque:  Денис Юрьевич Тен, em russo:  Денис Юрьевич Тен; Almati, 13 de junho de 1993 – Almati, 19 de julho de 2018) foi um patinador artístico cazaque. Ten competiu no individual masculino. Ele conquistou a medalha de bronze nos Jogos Olímpicos de Inverno de 2014, a medalha de prata no Campeonato Mundial de 2013, a medalha de ouro nos Jogos Asiáticos de Inverno de 2011, e três títulos do campeonatos cazaque. Ten também conquistou a medalha de ouro na  Universíada de Inverno de 2017.
Ten morreu após ser esfaqueado por dois homens que tentavam roubar os retrovisores de seu carro em Almati. Ele chegou a ser levado ao hospital, porém acabou morrendo poucas horas depois.

## Principais resultados
| Resultados | Resultados    | Resultados      | Resultados       | Resultados      | Resultados      | Resultados      | Resultados      | Resultados       | Resultados       | Resultados        | Resultados        | Resultados       | Resultados       | Resultados    |
| Internacional | Internacional | Internacional   | Internacional    | Internacional   | Internacional   | Internacional   | Internacional   | Internacional    | Internacional    | Internacional     | Internacional     | Internacional    | Internacional    | Internacional |
| Evento/Temporada | 2004– 2005    | 2005– 2006      | 2006– 2007       | 2007– 2008      | 2008– 2009      | 2009– 2010      | 2010– 2011      | 2011– 2012       | 2012– 2013       | 2013– 2014        | 2014– 2015        | 2015– 2016       | 2016– 2017       | 2017– 2018    |
| --- | ------------- | --------------- | ---------------- | --------------- | --------------- | --------------- | --------------- | ---------------- | ---------------- | ----------------- | ----------------- | ---------------- | ---------------- | ------------- |
| Jogos Olímpicos |               |                 |                  |                 |                 | 11.º            |                 |                  |                  | Medalha de bronze |                   |                  |                  | 27.º          |
| Campeonato Mundial |               |                 |                  |                 | 8.º             | 13.º            | 14.º            | 7.º              | Medalha de prata |                   | Medalha de bronze | 11.º             | 16.º             |               |
| Campeonato dos Quatro Continentes |               |                 |                  |                 | 9.º             | 10.º            |                 | 6.º              | 12.º             | 4.º               | Medalha de ouro   |                  |                  | 15.º          |
| GP Cup of China |               |                 |                  |                 |                 | 10.º            |                 |                  |                  | 4.º               |                   |                  |                  |               |
| GP Internationaux de France |               |                 |                  |                 |                 |                 |                 |                  |                  |                   | Medalha de bronze | 4.º              | Medalha de prata | 8.º           |
| GP NHK Trophy |               |                 |                  |                 |                 |                 | 12.º            |                  |                  |                   |                   |                  |                  |               |
| GP Rostelecom Cup |               |                 |                  |                 |                 |                 |                 |                  | 9.º              |                   |                   |                  |                  | 9.º           |
| GP Skate America |               |                 |                  |                 |                 |                 | 11.º            | 5.º              |                  | WD                | 4.º               | 9.º              |                  |               |
| GP Skate Canada International |               |                 |                  |                 |                 | 7.º             |                 | 5.º              | 6.º              |                   |                   |                  |                  |               |
| CS Golden Spin of Zagreb |               |                 |                  |                 |                 |                 |                 |                  |                  |                   | Medalha de ouro   |                  | WD               | 4.º           |
| CS Nebelhorn Trophy |               |                 |                  |                 |                 |                 |                 |                  |                  |                   | WD                |                  |                  |               |
| Coupe du Printemps |               |                 |                  |                 |                 |                 |                 |                  |                  |                   |                   | Medalha de prata |                  |               |
| Coupe Internationale de Nice |               |                 |                  |                 |                 |                 |                 |                  |                  |                   |                   |                  |                  | 5.º           |
| Golden Spin of Zagreb |               |                 |                  |                 |                 | Medalha de ouro |                 | Medalha de prata |                  |                   |                   |                  |                  |               |
| Ice Challenge |               |                 |                  |                 |                 |                 |                 |                  |                  | Medalha de ouro   |                   |                  |                  |               |
| Istanbul Cup |               |                 |                  |                 |                 |                 |                 | Medalha de ouro  |                  |                   |                   |                  |                  |               |
| Jogos Asiáticos de Inverno |               |                 |                  |                 |                 |                 | Medalha de ouro |                  |                  |                   |                   |                  | 10.º             |               |
| Merano Cup |               |                 |                  |                 |                 |                 |                 |                  |                  | Medalha de ouro   |                   |                  |                  |               |
| Nebelhorn Trophy |               |                 |                  |                 |                 |                 |                 | 9.º              | 7.º              |                   |                   |                  |                  |               |
| NRW Trophy |               |                 |                  |                 |                 | 4.º             |                 |                  |                  |                   |                   | Medalha de prata |                  |               |
| Universíada |               |                 |                  |                 |                 |                 |                 |                  |                  | WD                |                   |                  | Medalha de ouro  |               |
| Volvo Open Cup |               |                 |                  |                 |                 |                 |                 |                  | Medalha de ouro  |                   |                   |                  |                  |               |
| Internacional – Júnior |               |                 |                  |                 |                 |                 |                 |                  |                  |                   |                   |                  |                  |               |
| Campeonato Mundial Júnior |               |                 | 26.º             | 16.º            | 4.º             | 9.º             |                 | 4.º              |                  |                   |                   |                  |                  |               |
| JGP Grand Prix Júnior Final |               |                 |                  |                 | 5.º             |                 |                 |                  |                  |                   |                   |                  |                  |               |
| JGP JGP Bielorrússia |               |                 |                  |                 | Medalha de ouro |                 |                 |                  |                  |                   |                   |                  |                  |               |
| JGP JGP Estônia |               |                 |                  | 10.º            |                 |                 |                 |                  |                  |                   |                   |                  |                  |               |
| JGP JGP França |               |                 |                  |                 | 4.º             |                 |                 |                  |                  |                   |                   |                  |                  |               |
| JGP JGP Países Baixos |               |                 | 10.º             |                 |                 |                 |                 |                  |                  |                   |                   |                  |                  |               |
| JGP JGP Romênia |               |                 |                  | 6.º             |                 |                 |                 |                  |                  |                   |                   |                  |                  |               |
| Mentor Nestlé Nesquik Cup |               |                 |                  |                 |                 |                 | Medalha de ouro |                  |                  |                   |                   |                  |                  |               |
| NRW Trophy |               |                 |                  | Medalha de ouro |                 |                 |                 |                  |                  |                   |                   |                  |                  |               |
| Nacional |               |                 |                  |                 |                 |                 |                 |                  |                  |                   |                   |                  |                  |               |
| Campeonato Cazaque | 4.º           | Medalha de ouro | Medalha de prata |                 |                 | Medalha de ouro |                 | Medalha de ouro  | Medalha de ouro  | Medalha de ouro   | Medalha de ouro   | Medalha de ouro  |                  |               |
| |               |                 |                  |                 |                 |                 |                 |                  |                  |                   |                   |                  |                  |               |
| Legenda: GP = Grand Prix; CS = Challenger Series; JGP = Grand Prix Júnior; WD = Abandonou; C = Cancelado Competição não foi disputada nesta temporada; Competição não fez parte do GP/CS; Competição fez parte do GP/CS |               |                 |                  |                 |                 |                 |                 |                  |                  |                   |                   |                  |                  |               |